# 7317 Cabot
7317 Cabot
7317 Cabot là một tiểu hành tinh vành đai chính với cận điểm quỹ đạo là 2.814 AU. Nó có độ lệch tâm quỹ đạo là 0.1520296 và chu kỳ quỹ đạo là 1300 ngày (3.56 năm).
Cabot có vận tốc quỹ đạo trung bình là 19.50791831 km/s và độ nghiêng quỹ đạo là 3.98061 °.
Nó được phát hiện ngày 12 tháng 3 năm 1940 bởi György Kulin.